# تيريزا كونيليرا
تيريزا كونيليرا (من مواليد 17 فبراير 1951) سياسية كتالونية إسبانية. منذ 19 يونيو 2018 شغلت منصب مندوبة الحكومة في كاتالونيا. شغلت منصب نائب رئيس مجلس النواب من عام 2008 إلى عام 2016.

## السيرة الذاتية والوظيفة
درست الخبرة التجارية، وبعد اجتياز الامتحانات انضمت إلى إدارة الدولة في عام 1973. في عام 1975 انضمت إلى اتحاد كتالونيا الاشتراكي لتمريرها في عام 1978 إلى حزب كتالونيا الاشتراكي. تم انتخابها نائبة عن ييدا لأول مرة في سن 31 عام 1982. في عام 1986 خدمت في وزارة العلاقات مع الكورتيس، ووصلت إلى منصب مدير ديوان الوزير فيرجيليو ثاباتيرو بين عامي 1989 و1993.
أعيد انتخابها نائبة في الانتخابات العامة لعام 1996 وحتى عام 2015 حافظت على مقعدها. في المجلس التشريعي التاسع كانت أول نائبة لرئيس الكونغرس.
اعتبرت شخصية ثقة بيدرو سانشيز وميكيل إيسيتا، وانضمت في عام 2014 إلى فريق ثقة سانشيز لتنسيق ترشيحه للأمانة العامة للحزب الاشتراكي. في يناير 2017 انضمت إلى لجنة إدارة حزب العمال.

## مندوب الحكومة في كتالونيا
في يونيو 2018 تم تعيينها مندوبة للحكومة في كتالونيا، لتحل محل إنريك ميلو بعد الإطاحة بحكومة ماريانو راخوي بعد الموافقة على اقتراح اللوم في 2 يونيو 2018. تولت منصبها في 22 يونيو.